# Harvey
Harvey [ˈhɑːvɪ] ist ein alter englischer männlicher Vorname und Familienname. Der Name war in Großbritannien erstmals nach der normannischen Invasion verbreitet und wurde im 19. Jahrhundert wiederbelebt.

## Herkunft
Der Name stammt von dem bretonischen Huiarnuiu (französisch Hervé) mit den zwei altbretonischen Bestandteilen hoiarn, huiarn „Eisen“ und vui, uiu „glänzend“.

## Variationen
Harve, Harvee, Harvie, Harvy, Hervey sowie die Kurzformen Herv, Herve und Harv. Das französische Pendant zu Harvey ist Hervé.

## Namensträger

### Vorname
- Harvey Arden (1935–2018), US-amerikanischer Autor
- Harvey Atkin (1942–2017), kanadischer Filmschauspieler und Synchronsprecher
- Harvey Barnes (* 1997), englischer Fußballspieler
- Harvey Barnes (* 1999), irischer Radsportler
- Harvey Brooks (* 1944), US-amerikanischer Rock-Bassist
- Harvey Cragon (1929–2018), US-amerikanischer Computeringenieur
- Harvey Cushing (1869–1939), US-amerikanischer Gehirnchirurg
- Harvey Dunn (1884–1952), US-amerikanischer Illustrator, Maler und Lehrer
- Harvey Estrin (1929–2002), US-amerikanischer Musiker
- Harvey Fierstein (* 1954), US-amerikanischer Schauspieler sowie Autor und Sänger
- Harvey Friedman (* 1948), US-amerikanischer Mathematiker und Philosoph
- Harvey Friedman (* 1959), US-amerikanischer Schauspieler
- Harvey Glance (1957–2023), US-amerikanischer Leichtathlet
- Harvey Goldstein (1939–2020), britischer Statistiker und Hochschullehrer
- Harvey Harrison (* 1944), britischer Kameramann
- Harvey Hart (1928–1989), kanadischer Filmregisseur und -produzent
- Harvey Horn (* 1995), britischer Boxer
- Harvey Itano (1920–2010), US-amerikanischer Molekularbiologe und Pathologe
- Harvey Keitel (* 1939), US-amerikanischer Schauspieler
- Harvey Lodish (* 1941), US-amerikanischer Molekular- und Zellbiologe
- Harvey Martin (1950–2001), US-amerikanischer American-Football-Spieler
- Harvey Milk (1930–1978), US-amerikanischer Politiker
- Erima Harvey Northcroft (1884–1953), neuseeländischer Rechtsanwalt und Richter bei den Tokioter Prozessen
- Harvey Pekar (1939–2010), US-amerikanischer Comicautor
- Harvey Sachs (* 1946), US-amerikanisch-kanadischer Dirigent, Musikhistoriker und Musikschriftsteller
- Harvey Veniot (1915–2009), kanadischer Richter und Politiker
- Harvey Weinstein (* 1952), US-amerikanischer Filmproduzent
- Harvey D. Williams (1864?–1931), US-amerikanischer Ingenieur und Erfinder

### Familienname

#### A
- Alex Harvey (Rockmusiker) (1935–1982), britischer Musiker
- Alex Harvey (Schauspieler) (1941–2010), US-amerikanischer Schauspieler
- Alex Harvey (Skilangläufer) (* 1988), kanadischer Skilangläufer
- Alexander Harvey II (1923–2017), US-amerikanischer Bundesrichter
- Alexander Harvey (Mediziner), (1811–1889) schottischer Mediziner und Hochschullehrer
- Alexander Miller Harvey (1867–1928), US-amerikanischer Politiker
- Alisa Harvey (* 1965), US-amerikanische Mittelstreckenläuferin
- Andrew Harvey (* 1947), englischer Autor
- Anthony Harvey (1930–2017), britischer Filmregisseur
- Antonio Harvey (* 1970), US-amerikanischer Basketballspieler
- Antje Harvey (* 1967), deutsche Biathletin und Skilangläuferin
- Arthur Vere Harvey, Baron Harvey of Prestbury (1906–1994), britischer Wirtschaftsmanager, Air Commodore und Politiker

#### B
- Bagenal Harvey (1754–1798), Anführer der Irischen Rebellion (1798)
- Barbara Harvey (1928–2025), britische Mediävistin
- Bernard Harvey (Musiker) (* 1956), jamaikanischer Pianist, Keyboarder und Organist
- Bernard Harvey (Musikproduzent) (* 1985), amerikanischer Musiker und Musikproduzent
- Bernard G. Harvey (1919–2016), britisch-amerikanischer Kernchemiker
- Bessie Harvey (1929–1994), US-amerikanische Künstlerin
- Bill Harvey (1896–1970); englischer Fußballspieler
- Brett Harvey (* 1959), neuseeländischer Rugby-Union-Spieler
- Brian Harvey (Mediziner), Mediziner
- Brian Harvey (Informatiker) (* 1949), Informatiker
- Brian Harvey (Autor) (* 1953), Autor
- Brian Harvey (Athlet) (* 1965), australischer Athlet
- Brian Harvey (Sänger)  (* 1974), britischer Sänger und ehemaliger Frontman der Boygroup East 17
- Brittney Lee Harvey (* 1990), US-amerikanische Schauspielerin
- Broderick Steven Harvey (* 1957), US-amerikanischer Entertainer und Autor, siehe Steve Harvey
- Bryan Harvey (1956–2006), US-amerikanischer Rockmusiker

#### C
- Campbell Harvey (* 1958), kanadischer Wirtschaftswissenschaftler
- Caroline Harvey (Badminton) (* 1988), walisische Badmintonspielerin
- Caroline Harvey (Eishockeyspielerin) (* 2002), US-amerikanische Eishockeyspielerin
- Caroline Harvey, Pseudonym der britischen Schriftstellerin Joanna Trollope
- Carlos Harvey (Carlos Miguel Harvey Cesneros, * 2000), panamaischer Fußballspieler
- Charles Barclay-Harvey (1890–1969), britischer Politiker und Gouverneur von South Australia
- Clyde Harvey (* 1948), trinidadischer Geistlicher und römisch-katholischer Bischof von Saint George’s in Grenada
- Colin Harvey (* 1944), englischer Fußballspieler und -trainer

#### D
- Daniel Harvey (1631–1672), englischer Kaufmann und Diplomat
- David Harvey (Geograph) (* 1935), US-amerikanisch-britischer Humangeograph und Sozialtheoretiker
- David Harvey (Fotograf) (David Alan Harvey; * 1944), US-amerikanischer Fotograf
- David Harvey (Fußballspieler) (* 1948), schottischer Fußballspieler
- David Archibald Harvey (1845–1916), US-amerikanischer Politiker (Oklahoma)
- David Roberton Harvey (* 1947), britisch-kanadischer Agrarökonom
- Domino Harvey (1969–2005), US-amerikanisches Fotomodell und Kopfgeldjägerin
- Don Harvey (Schauspieler, 1911) (1911–1963), US-amerikanischer Schauspieler
- Don Harvey (Schauspieler, 1960) (* 1960), US-amerikanischer Schauspieler
- Donald Harvey (1952–2017), US-amerikanischer Serienmörder
- Donnell Harvey (* 1980), US-amerikanischer Basketballspieler
- Doug Harvey (1924–1989), kanadischer Eishockeyspieler

#### E
- Eddie Harvey (1925–2012), britischer Jazzmusiker
- Edmund Newton Harvey (1887–1959), US-amerikanischer Zoologe
- Eleanor Harvey (* 1995), kanadische Fechterin
- Eli Harvey (1860–1957), US-amerikanischer Maler und Tierbildhauer
- Elizabeth Harvey (* 1957), britische Historikerin
- Ellen Harvey (* 1967), britische Künstlerin
- Erik LaRay Harvey (* 1972), US-amerikanischer Schauspieler
- Ermyntrude Harvey (1895–1973), britische Tennisspielerin
- Ethel Browne Harvey (1885–1965), amerikanische Entwicklungsbiologin

#### F
- F. W. Harvey (1888–1957), englischer Dichter
- Forrester Harvey (1884–1945), irischer Schauspieler
- Francis J. Harvey (* 1943), US-amerikanischer Politiker
- Fred Harvey (1835–1901), US-amerikanischer Unternehmer

#### G
- Gabriel Harvey (1545–1630), englischer Gelehrter und Schriftsteller
- George Harvey (Mathematiker) († 1834), britischer Physiker, Mathematiker und Autor
- George Harvey (Maler) (1806–1876), schottischer Maler
- George Harvey (Sportschütze) (1878–1960), südafrikanischer Sportschütze
- George Brinton McClellan Harvey (1864–1928), US-amerikanischer Journalist und Diplomat
- Gill Harvey (Lauren Brooke), englische Autorin
- Goldie Harvey (1983–2013), nigerianische R&B-Sängerin
- Graham Alan Peter Harvey (* 1959), englischer Religionswissenschaftler und Ethnologe
- Guy Harvey (* 1955), jamaikanischer Meeresforscher und Umweltschützer

#### H
- Hal Harvey (* 1961), amerikanischer Physiker und Klima- und Umweltaktivist
- Harry Harvey (Soldat) (1846–1896), amerikanischer Soldat während des Bürgerkriegs, Träger der Medal of Honor
- Harry Harvey (Marinesoldat) (1873–1929), amerikanischer Marinesoldat während des Philippinisch-Amerikanischen Krieges, Träger der Medal of Honor
- Harry Harvey Sr. (1901–1985), US-amerikanischer Schauspieler
- Harry Harvey Jr. (1929–1978), US-amerikanischer Schauspieler, Regisseur und Drehbuchautor
- Harry Harvey (Politiker), Mitglied der Northern Ireland Assembly
- Herk Harvey (1924–1996), US-amerikanischer Regisseur

#### I
- Ian Harvey (Politiker) (1914–1987), britischer Politiker
- Ian Harvey (Cricketspieler) (* 1972), australischer Cricketspieler
- Ian Harvey (Biathlet) (* 1967), US-amerikanischer Biathlet
- Isabelle Harvey (* 1975), kanadische Fußballspielerin

#### J
- Jack Harvey, Pseudonym von Gerard Boedijn (1893–1972), niederländischer Komponist
- Jack Harvey (Rennfahrer) (* 1993), britischer Automobilrennfahrer
- Jack Harvey (Schwimmer) (* 2003), bermudischer Schwimmer
- Jahmal Harvey (* 2002), US-amerikanischer Boxer
- Jak Ali Harvey (* 1989), jamaikanisch-türkischer Sprinter
- James Harvey (Politiker) (1922–2019), US-amerikanischer Politiker (Michigan)
- James Harvey (Künstler) (1929–1965), US-amerikanischer Künstler und Designer
- James G. Harvey (1869–1951), kanadischer Politiker
- James Madison Harvey (1833–1894), US-amerikanischer Politiker
- James Michael Harvey (* 1949), US-amerikanischer Kurienkardinal
- Jamie Harvey (* 1955), schottischer Dartspieler
- Jane Harvey (1925–2013), US-amerikanische Jazzsängerin
- Jeffrey A. Harvey (* 1955), US-amerikanischer Physiker
- Jim Harvey (* 1958), nordirischer Fußballspieler
- Joe Harvey (1918–19189), englischer Fußballspieler

- John Harvey (Gouverneur) (etwa 1581/82–vor 1650), britischer Kolonialbeamter
- John Harvey (Admiral, 1740) (1740–1794), britischer Admiral
- John Harvey (Admiral, 1772) (1772–1837), britischer Admiral
- John Harvey (1778–1852), britischer Offizier und Kolonialbeamter
- John Harvey (Historiker) (1911–1997), britischer Historiker
- John Harvey (Radsportler) (1941–2020), britischer Radrennfahrer
- John Harvey (Schriftsteller) (* 1938), britischer Schriftsteller
- John Harvey-Jones (1924–2008), britischer Manager, Moderator und Universitätskanzler
- John D. Harvey (* 1968), US-amerikanischer Schriftsteller
- John T. Harvey (* 1961), US-amerikanischer Wirtschaftswissenschaftler
- Jonathan Harvey (Politiker) (1780–1859), US-amerikanischer Politiker
- Jonathan Harvey (Komponist) (1939–2012), britischer Komponist
- Jonathan Harvey (Autor) (* 1968), englischer Theaterautor
- Jordan Harvey (* 1984), US-amerikanischer Fußballspieler

#### K
- Ken Harvey (* 1965), US-amerikanischer Footballspieler
- Kenneth J. Harvey (* 1962), kanadischer Drehbuchschreiber

#### L
- Laura Harvey (* 1980), englische Fußballspielerin und -trainerin
- Laurence Harvey (1928–1973), litauisch-britischer Schauspieler
- Laurence R. Harvey (* 1970), britischer Schauspieler
- Len Harvey (1907–1976), britischer Boxer im Mittelgewicht
- Lenford Harvey (Steve Harvey; † 2005), jamaikanischer Sozialarbeiter
- Lerry Harvey (* 1948), US-amerikanischer Begründer des Festivals Burning Man
- Leslie Harvey (1944–1972), schottischer Rock-Gitarrist
- Lester Harvey (1919–1993), neuseeländischer Rugby-Union-Spieler
- Liam Harvey (* 2005), schottischer Fußballspieler
- Lilian Harvey (1906–1968), britisch-deutsche Schauspielerin und Sängerin
- Lillian Holland Harvey (1912–1994), US-amerikanische Ärztin und Hochschullehrerin
- Louis P. Harvey (1820–1862), US-amerikanischer Politiker
- Luc Harvey (* 1964), kanadischer Politiker

#### M
- Marcus Harvey (Künstler) (* 1963), britischer Künstler
- Marcus Harvey (Schachspieler) (* 1996), englischer Schachspieler
- Mark Harvey (* 1946), US-amerikanischer Jazz-Trompeter
- Mary Harvey (* 1965), US-amerikanische Fußballspielerin
- Mary-Sophie Harvey (* 1999), kanadische Schwimmerin
- Matthew Harvey (1781–1866), US-amerikanischer Politiker
- Maurice Harvey (1895–1936), britischer Autorennfahrer
- Michael Harvey (Künstler) (* 1944), britisch-US-amerikanischer Künstler und Schriftsteller
- Michael Harvey (Leichtathlet) (* 1962), australischer Geher
- Michael Harvey (Taekwondoin) (* 1989), britischer Taekwondoin
- Mick Harvey (* 1958), australischer Rockmusiker
- Mikayla Harvey (* 1998), neuseeländische Radrennfahrerin
- Morton Harvey (1886–1961), US-amerikanischer Vaudeville-Künstler und Sänger

#### N
- Neil Harvey (Cricketspieler) (* 1928), australischer Baseball- und Cricketspieler
- Neil Harvey (Squashspieler) (* 1959), englischer Squashspieler
- Neil Harvey (Fußballspieler) (* 1983), englisch-barbadischer Fußballspieler
- Nick Harvey (Schauspieler) (* 1955), australischer Schauspieler
- Nick Harvey (Politiker) (* 1961), britischer Politiker

#### O
- Oliver Harvey, 1. Baron Harvey of Tasburgh (1893–1968), britischer Diplomat und Peer
- Oliver Harvey (Fußballspieler) (Oliver Jalen Harvey, * 1993), bermudischer Fußballspieler

#### P
- Paul Harvey (Schauspieler) (1882–1955), US-amerikanischer Schauspieler
- Paul Harvey (Hörfunkmoderator) (1918–2009), US-amerikanischer Hörfunkmoderator
- Paul Harvey (Evolutionsbiologe) (* 1947), britischer Evolutionsbiologe
- Paul Harvey (Künstler) (* 1960), britischer Künstler und Musiker
- Paul Harvey (Dartspieler) (* 1966), englischer Dartspieler
- Paul Harvey (Fußballspieler) (* 1968), schottischer Fußballspieler
- Peter Harvey (Journalist) (1944–2013), australischer Journalist
- Peter Harvey (Sänger) (* 1958), englischer Sänger (Bariton)
- Philip James Benedict Harvey (1915–2003), englischer katholischer Bischof
- Pierre Harvey (* 1957), kanadischer Radrennfahrer und Skilangläufer
- PJ Harvey (* 1969), britische Sängerin und Songwriterin

#### R
- Ralph Harvey (1901–1991), US-amerikanischer Politiker
- Raymond Lee Harvey (* 1944), US-amerikanischer Drifter
- Richard Harvey (Musiker) (* 1953), britischer Musiker und Komponist
- Richard Harvey (Footballspieler) (* 1966), US-amerikanischer Footballspieler
- Rob Harvey (Schiedsrichter) (* 1988), irischer Fußballschiedsrichter
- Rob Harvey (Spezialeffektkünstler) (* 1964), britischer Spezialeffektkünstler
- Robert Harvey (Schauspieler) (* 1948), US-amerikanischer Schauspieler
- Robert Harvey (Philosoph) (* 1951), US-amerikanischer Philosoph und Literaturtheoretiker
- Robert Harvey (Politiker) (* 1953), britischer Politiker
- Robert Harvey (Schiedsrichter) (* 1988), irischer Fußballschiedsrichter
- Robert Harvey (Footballspieler), Schweizer American-Football-Spieler
- Robert William Harvey-Bailey (1877–1962), britischer Ingenieur
- Rodney Harvey (1967–1998), US-amerikanischer Schauspieler und Model
- Roy Harvey (1892–1958), US-amerikanischer Country-Musiker

#### S
- Samantha Harvey (* 1975), britische Autorin
- Steffen Harvey (* 1986), US-amerikanisch-deutscher Basketballspieler
- Stephen Harvey (* 1940), US-amerikanischer Biophysiker
- Steve Harvey (* 1957), US-amerikanischer Entertainer

#### T
- Thomas Harvey (1912–2007), US-amerikanischer Pathologe
- Thomas Harvey (Radsportler) (1888–1965), britischer Radrennfahrer
- Tim Harvey (Szenenbildner) (* 1936), britischer Szenenbildner
- Tim Harvey (Rennfahrer) (* 1961), britischer Automobilrennfahrer
- Todd Harvey (* 1975), kanadischer Eishockeyspieler
- Tye Harvey (* 1974), US-amerikanischer Stabhochspringer
- Tyler Harvey (Basketballspieler) (Tyler Jordon Harvey; * 1993), US.amerikanischer Basketballspieler
- Tyler Harvey (Fußballspieler) (Tyler Marshall Harvey; * 1995), englischer Fußballspieler

#### W
- W. Brantley Harvey (William Brantley Harvey Jr.; 1930–2018), US-amerikanischer Politiker
- Walter Harvey (1903–1979), britischer Kameramann
- William Harvey (1578–1657), englischer Arzt, Anatom und Physiologe
- William Harvey (Graveur) (1796–1866), englischer Graveur
- William Alexander Harvey (1874–1951), englischer Architekt
- William F. Harvey, US-amerikanischer Rechtswissenschaftler
- William Fryer Harvey (1885–1937), englischer Schriftsteller
- William Henry Harvey (1811–1866), irischer Botaniker
- William King Harvey (1915–1976), US-amerikanischer CIA-Mitarbeiter
- Wilson Godfrey Harvey (1866–1932), US-amerikanischer Politiker

### Fiktive Figuren
- Harvey, Titelheld des Theaterstücks Mein Freund Harvey von Mary Chase
- Harvey, der sprechende Stoffhase des Mädchens Edna aus den Computerspielen Edna bricht aus und Harveys neue Augen
- Harvey Dent ist der bürgerliche Name von Two-Face – einer der Gegenspieler des Superhelden Batman
- Harvey Specter, einer der Protagonisten der Anwaltsserie Suits